# Tratado anglo-irlandés
El Tratado anglo-irlandés fue el tratado entre el Gobierno británico y la República irlandesa por el que se puso fin a la guerra anglo-irlandesa y se estableció el Estado Libre Irlandés. Se firmó en Londres el 6 de diciembre de 1921.
Entre los signatarios que representaban al gobierno británico se encontraba David Lloyd George, que era el jefe de la delegación, mientras que la delegación de la República Irlandesa estaba encabezada por Michael Collins y Arthur Griffith. Según las cláusulas del tratado, debía ser ratificado por los miembros de los parlamentos británico e irlandés ('House of Commons of Southern Ireland'). Aunque el tratado se ratificó, se produjo una división interna en el bando irlandés que condujo a la guerra civil irlandesa en la que se acabó imponiendo el bando partidario del tratado.
El Estado Libre Irlandés que creaba el tratado entró en vigor el 6 de diciembre de 1922 por proclamación real, una vez que su constitución había sido aprobada por el parlamento provisional de Irlanda del Sur y el Parlamento británico. Toda la isla se convirtió en el Estado Libre de Irlanda, pero el 8 de diciembre se segregaron los seis condados del Úlster de la zona oriente del estado libre, de acuerdo con una votación de las Houses.

## Contenido

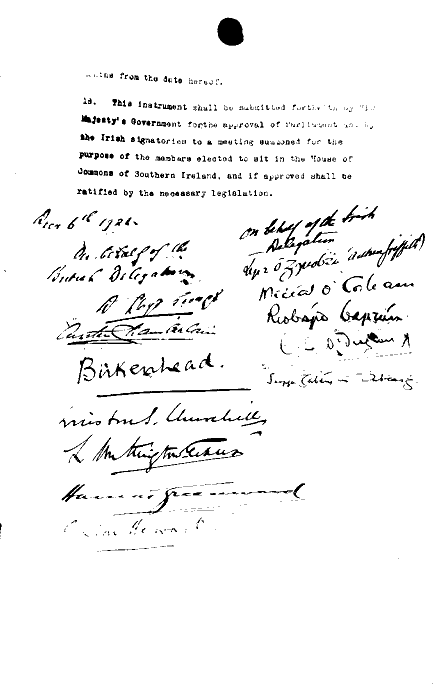
Página de firmas del Tratado anglo-irlandés.

Entre los principales puntos del tratado destacan los siguientes:
- El ejército británico se retiraría de la mayor parte de Irlanda.
- Irlanda se convertiría en un dominio con autogobierno del Imperio británico; un estatus que compartía con Canadá, Terranova, Australia, Nueva Zelanda y la Unión Sudafricana.
- Al igual que en los otros dominios, el monarca británico sería jefe de Estado del Estado Libre Irlandés (Saorstát Éireann) y su representación la ejercería un Gobernador General.
- Los parlamentarios del nuevo estado libre deberían hacer un juramento de lealtad al Estado Libre Irlandés. La segunda parte del juramento sería "ser fiel a S.M. el Rey Jorge V, sus herederos y sucesores por ley, en virtud de la ciudadanía común".
- Irlanda del Norte, que había sido creada con anterioridad por una ley de 1920, tendría la opción de retirarse del Estado Libre Irlandés durante el mes siguiente a la entrada en vigor del tratado.
- Si Irlanda del Norte escogía retirarse, se constituiría una Comisión de Fronteras para trazar la frontera entre el Estado Libre Irlandés e Irlanda del Norte.
- Gran Bretaña mantendría, por razones de seguridad, el control de un conjunto de puertos para su Armada Real. Estos puertos serían conocidos como «puertos del tratado».
- El Estado Libre Irlandés asumiría la responsabilidad de su parte en la deuda del Imperio.
- El Tratado tendría un estatus supremo en la ley irlandesa, es decir, que en caso de conflicto entre el Tratado y la nueva Constitución del Estado Libre Irlandés, que se aprobó en 1922, el Tratado tendría preferencia sobre ésta.

## Negociadores
Los negociadores eran:
 Británicos

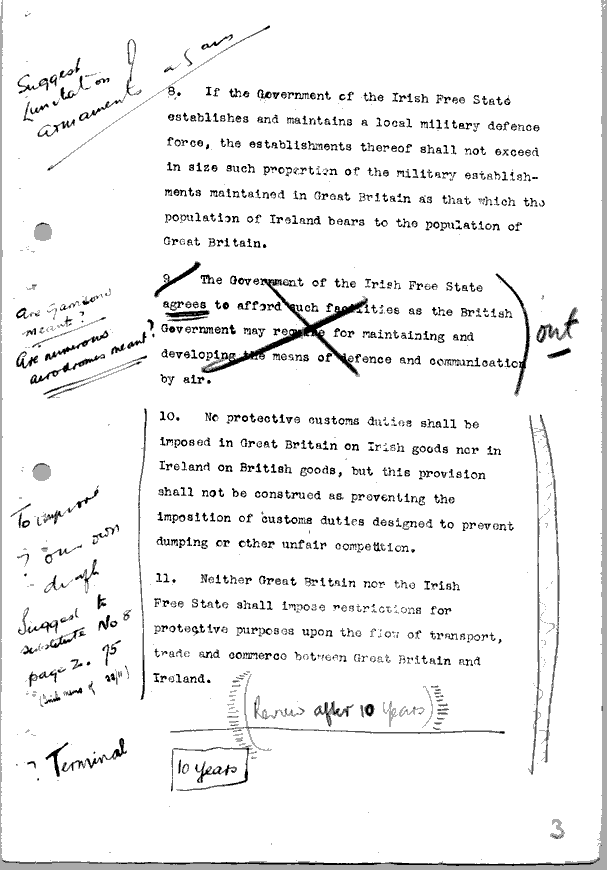
Página de un borrador del Tratado, con notas de Arthur Griffith.

- David Lloyd George, Primer ministro.
- Lord Birkenhead, Lord Canciller.
- Winston Churchill, Secretario de Estado para las Colonias.
- Austen Chamberlain.
- Gordon Hewart.

 Irlandeses
- Arthur Griffith (presidente de la delegación), ministro de Asuntos Exteriores.
- Michael Collins, secretario de Estado de Finanzas.
- Robert Barton, ministro de Asuntos Económicos.
- Eamonn Duggan
- George Gavan Duffy

Robert Erskine Childers, autor de Riddle of the Sands (Enigma de las Arenas) y con anterioridad funcionario de la Cámara de los Comunes británica fue el signatario por la delegación irlandesa. Tom Jones fue uno de los principales colaboradores de Lloyd George y describió las negociaciones en su libro, Whitehall Diary. Es de destacar que el presidente irlandés, Éamon de Valera, no asistió.
En relación con el Tratado, Winston Churchill desempeñó un doble papel en el gabinete británico. En primer lugar, como Secretario de Guerra, deseaba el fin de la Guerra Anglo-irlandesa en 1921. Luego, en 1922, como Secretario para las Colonias, que incluían los asuntos de los Dominios, se encargó de ponerlo en práctica. Durante los violentos enfrentamientos de Belfast, entre junio de 1920 y julio de 1922 murieron alrededor de 450 personas.